# Лі Микола Миколайович
Микола Миколайович Лі (рос. Николай Николаевич Ли; 28 березня 1930 року, Караганда, Казакська АСРР — 18 жовтня 2013) — радянський і російський тренер з боксу. Тренер і секундант низки радянських боксерів на Олімпійських іграх, чемпіонатах Європи та світу.
Заслужений тренер СРСР (1965), суддя всесоюзної категорії.

## Життєпис
Етнічний кореєць. З раннього дитинства займався боксом, проходив підготовку у місцевій секції під керівництвом заслуженого тренера СРСР Густава Кірштейна. Москвич Кірштейн у 1941—1956 роках мешкав у Караганді через указ радянської влади про примусове виселення етнічних німців у віддалені райони під час війни.
Лі не досяг великих успіхів як спортсмен і, ще до двадцятирічного віку, почав тренерську діяльність. Спочатку працював тренером з боксу в Караганді, в 1960-х переїхав до Києва, представляв товариство «Трудові резерви». Очолював збірні команди Української РСР, РРФСР, тривалий час працював у збірній Радянського Союзу, зокрема секундантом боксерів на Олімпійських іграх 1968, 1972 та 1976 років.
Учні Миколи Лі регулярно перемагали на великих всесоюзних змаганнях та потрапляли до складу національної збірної Радянського Союзу. Один з найвідоміших вихованців — майстер спорту міжнародного класу Володимир Мусалімов, бронзовий призер Олімпійських ігор. Також учнями Лі були Сергій Гондуркаєв, дворазовий чемпіон СРСР Володимир Карімов, чемпіон СРСР Олег Толков, переможець юнацької першості СРСР Казбек Ашляєв та інші.
Згодом жив у Москві. Після розпаду Радянського Союзу став одним із перших російських тренерів, які працювали з боксерами-професіоналами. Микола Лі продовжував займатися тренерською діяльністю аж до похилого віку, в останні роки проводив тренерські семінари та майстер-класи.